# Folągi
Folągi (deutsch Folungen) ist ein kleiner Ort in der polnischen Woiwodschaft Ermland-Masuren und gehört zur Gmina Dąbrówno (Landgemeinde Gilgenburg) im Powiat Ostródzki (Kreis Osterode in Ostpreußen).

## Geographische Lage
Folągi liegt westlich des Kleinen Damerau-Sees (polnisch Jezioro Dąbrowa Mała) im Südwesten der Woiwodschaft Ermland-Masuren, 29 Kilometer südlich der Kreisstadt Ostróda (deutsch Osterode in Ostpreußen).

## Geschichte
Der bis vor 1871 Folongy genannte Ort besteht aus sehr verstreut liegenden kleinen Gehöften. Im Jahre 1905 zählte er 14 Einwohner in vier Wohnhäusern. Bis zum 30. September 1928 war die Kolonie Folungen in den Gutsbezirk Elgenau (polnisch Elgnowo) im Kreis Osterode in Ostpreußen integriert und wurde dann in die Landgemeinde Altstadt (polnisch Stare Miasto) umgegliedert.
Mit dem gesamten südlichen Ostpreußen kam Folungen 1945 in Kriegsfolge zu Polen und erhielt die polnische Namensform „Folągi“. Heute ist der kleine Ort część wsi („Teil des Ortes“) Lewałd Wielki (Groß Lehwalde) innerhalb der  Gmina Dąbrówno (Landgemeinde Gilgenburg) im Powiat Ostródzki (Kreis Osterode in Ostpreußen) eingegliedert, bis 1998 der Woiwodschaft Olsztyn, seither der Woiwodschaft Ermland-Masuren zugehörig.

## Kirche
Bis 1945 war Folungen in die evangelische Kirche Marwalde (polnisch Marwałd) in der Kirchenprovinz Ostpreußen der Kirche der Altpreußischen Union, außerdem in die römisch-katholische Kirche Gilgenburg eingepfarrt. Zu Dąbrówno besteht der Bezug katholischerseits auch heute, evangelischerseits orientieren sich die Einwohner zur Kirche Gardyny ((Groß) Gardienen), die eine Filialkirche der Heilig-Kreuz-Kirche Nidzica (Neidenburg) in der Diözese Masuren der Evangelisch-Augsburgischen Kirche in Polen ist.

## Verkehr
Folągi ist auf einer Verbindungsstraße zu erreichen, die bei Lewałd Wielki (Groß Lehwalde) von der Nebenstraße 1256N abzweigt und direkt in den Ort führt. Eine Anbindung an den Bahnverkehr besteht nicht.